# Nicrophorinae
Los nicroforinos (Nicrophorinae) son una subfamilia de coleópteros polífagos de la familia Silphidae, conocidos como escarabajos enterradores, dadas sus costumbres reproductoras.
Los nicroforinos poseen un complejo comportamiento, ya que entierran pequeños cadáveres y moldean con ellos una bola de alimento para sus futuras larvas; la hembra deposita unos pocos huevos en una galería que excava en las cercanías y va alimentando periódicamente sus larvas con el contenido del cadáver enterrado.

## Géneros
Tiene los siguientes géneros:
- Eonecrophorus - Nicrophorus - †Palaeosilpha - Ptomascopus[1]